# Niente si oppone alla notte
Niente si oppone alla notte è un libro della scrittrice francese Delphine de Vigan. Si tratta della biografia romanzata della madre morta suicida, sotto forma di ricordi familiari e personali. Candidato al prestigioso premio Goncourt nel 2011, dopo essere stato scartato in finale dai giurati (il vincitore risultò L'arte francese della guerra dell'esordiente Alexis Jenni) arrivò inaspettatamente primo nelle classifiche di vendita francesi dell'anno.

## Trama
Il libro è la biografia di Lucile Poirier, madre della scrittrice: nata nel 1946 in una famiglia della media borghesia parigina, terza di otto figli, da bambina diventa fotomodella pubblicitaria, favorita dalla bellezza classica e dai capelli biondo-oro. La sfortuna sembra accanirsi sulla famiglia Poirier con la morte di uno dei fratelli in tenera età, per un incidente di gioco, e il successivo suicidio di un bambino adottato e cresciuto fino all'adolescenza.
Per scrivere questo libro, Delphine de Vigan ha intervistato parenti e conoscenti e esaminato tutto il materiale disponibile, comprese registrazioni audio incise dal nonno materno Georges Poirier (1917-2000). A mano a mano che ci si avvicina al presente, le testimonianze si sovrappongono ai ricordi personali. Dopo un matrimonio in età giovanile, Lucile si separa e vive una serie di precarie relazioni sentimentali portando con sé le due figlie Deplhine e Manon. Con il tempo sviluppa una sindrome bipolare che la porta a manifestare violenti episodi schizofrenici che comportano perdita del lavoro, discesa nella scala sociale e internamento in case di cura. Malgrado ciò, a periodi alterni riesce a recuperare lucidità, studia per ottenere un nuovo lavoro e ci riesce, ma la sua vita continua ai margini della malattia e della povertà.
Il 25 gennaio 2008 Lucile Poirier si toglie la vita nel suo appartamento di Parigi. La figlia Delphine de Vigan, che è già scrittrice conosciuta, decide di intraprendere (con qualche remora da parte dei parenti) questo lavoro di memorie per rendere omaggio alla madre, accettando il rischio di rendere pubblici scheletri nascosti per decenni negli armadi di famiglia.

## Critica
Il titolo del libro è tratto dalla canzone Osez Joséphine di Alain Bashung, contenuta nell'album omonimo del 1991. Il verso in questione è:
(Alain Bashung – Jean Fauque / Alain Bashung)
Il racconto di Delphine de Vigan diventa una sorta di 'libro nero' della famiglia Poirier, che secondo la percezione comune potrebbe essere indicata come ideale, al punto che nel 1969 l'ORTF, la televisione di stato francese, manda in onda un vero e proprio documentario su questa 'famiglia modello' durante un programma sui rapporti tra genitori e figli adolescenti. Insieme alla madre trentatreenne, in qualche inquadratura compare anche Delphine de Vigan ancora bambina.
Lo stile dell'autrice, molto descrittivo, sembra mantenersi volutamente freddo, trattando la vita e la malattia della madre come un caso clinico, e trasformando una storia assolutamente privata in un testo pubblico. L'autrice si propone esplicitamente di 'scrivere sua madre', e si cimenta con una tale intensità che il lettore si sente quasi inibito a penetrare a un tale livello di intimità.

## Edizioni
- Delphine de Vigan, Niente si oppone alla notte, Mondadori, 2012, ISBN 9788804628156.